# 氾昭
氾昭，字嗣先，五胡十六国前凉敦煌人。
氾昭被征辟为州主簿，他的志向在于治理屈枉申诉冤情。有人在夜里要送氾昭黄金，氾昭责备他而赶走了他。《太平御览》作引自《十六国春秋·前燕录》，屠乔孙辑本改在《前凉录》。